# Thomas Laub
Thomas Linnemann Laub, född 5 december 1852, död 4 februari 1927 var en dansk organist och tonsättare som kom att få ett mycket stort inflytande över dansk kyrkomusik. Hans produktion omfattar orgelmusik, liturgisk musik samt psalmmelodier och visor.
Laub ligger begravd på kykogården i Gentofte.

## Biografi
Laub var prästson från Langå utanför Nyborg, men miste sin far redan som 13-åring. Familjen bosatte sig därefter i Fredericia där han fortsatte sin skolgång, men flyttade sedan till Sorø Akademi för gymnasiestudier. Efter studentexamen 1871 började han läsa teologi, men avbröt studierna efter ett par år för att i stället börja på Det Kongelige Danske Musikkonservatorium. Där avlade han organistexamen 1876.
Thomas Laub verkade som organist i tre kyrkor i Köpenhamn:
- 1877-1881, vikarie i Trinitatis kirke
- 1884-1891, organist i Helligåndskirken
- 1891-1925, organist i Holmens kirke

## Musikalisk reformator
Redan under konservatorietiden började Laub, under inflytande av sin lärare Johan Christian Gebauer, som också var hans företrädare på posten som organist i Helligåndskirken, att intressera sig för äldre musik. Gebauer hade ocksså själv kritiserat kyrkomusiken i den riktning som Laub senare tog upp. Han läste dessutom skrifter av Carl Georg Vivigens von Winterfeld, Johannes Zahn och Gottlieb von Tucher om kyrkosångens historia.
Under perioden 1882-1883 var Laub i Italien där han studerade äldre italiensk musik och på en senare resa till Bayern 1886 upplevde han verkningarna av en förnyelse av kyrkomusiken.
Han kom fram till uppfattningen att kyrkomusiken borde söka sig tillbaka till sina rötter, dvs. till musiken från före år 1600. Sedan dess hade man först övertagit koraler utan rytm och i ett släpigt tempo och romantiskt präglade psalmtoner som vunnit intrång först med H.O.C. Zincks och C.E.F. Weyses koralböcker och senare med A.P. Berggreens koralbok från 1853.
Han offentliggjorde sina tankar 1887 i boken Om Kirkesangen (Om kyrkosången) och följde upp den med en lång rad kompositioner, som omsatte de framförda teorierna i praktiken. Hans tankar orsakade en våldsam offentlig debatt där hans reformarbete fick utstå stark kritik från framträdande personer i musiklivet, men där han också fick stöd från andra bland vilka kan nämnas P.E. Lange-Müller och Carl Nielsen.
Hans koralbok från 1918 med många av hans kompositioner är kronan på hans verk på detta område och han avslutade det hela med boken Musik og kirke (Musik och kyrka) 1918, som är hans musikteoretiska testamente.
Han genomförde en motsvarande rekonstruktion av en del av de gamla danska folkvisor om vilka han 1893 skrev en artikel i tidskriften Dania med titeln Vore folkemelodiers oprindelse (Våra folkmelodiers ursprung). Melodisamlingen Danske folkeviser med gamle melodier I-II, 1899 och 1904, innehåller hans kompositoriska uppföljning av hans önskan att återföra dem till ett mer ursprungligt skick.
Laub fick dessutom – särskilt i sina senare år – tid att komponera melodier till en rad danska sånger.

## Laubs kompositioner
- 1888 80 rytmiske Koraler, en enstämmig samling
- 1889-1891 Kirkemelodier, tre häften med fyrstämmiga satser
- 1890 10 gamle danske Folkeviser arrangerade för blandad kör
- 1896 Udvalg af Salmemelodier i Kirkestil
- 1899 Danske Folkeviser med gamle Melodier I, med Axel Olrik
- 1902 Udvalg af Salmemelodier i Kirkestil, band 2.
- 1904 Danske Folkeviser med gamle Melodier II, med Axel Olrik
- 1909 Forspil og Melodier. Forsøg i Kirkestil
- 1915 En Snes danske Viser, med Carl Nielsen
- 1917 En Snes danske Viser, hæfte 2, med Carl Nielsen
- 1918 koralboken Dansk Kirkesang
- 1920 Tolv viser og sange af danske digtere
- 1920 Ti Aarestrupske ritorneller
- 1922 30 danske sange för 3 och 4 lika röster
- 1922 Utkom Folkehøjskolens Melodibog med en rad folkliga melodier av Laub
- 1928 24 salmer og 12 folkeviser arrangerade för 2 och 3 lika röster

### Kända psalm- och sångmelodier
- Alle mine kilder skal være hos dig
- Alt, hvad som fuglevinger fik
- Alt står i Guds faderhånd
- At sige verden ret farvel
- Dejlig er den himmel blå
- Den store hvide flok vi se
- Der er et land så kosteligt
- Det er hvidt herude
- En sømand med et modigt bryst
- Er lyset for de lærde blot
- Et jævnt og muntert, virksomt liv på jord
- Fred hviler over land og by
- Giv mig, Gud, en salmetunge
- Har vi toppet, må vi dale
- Hil dig, frelser og forsoner
- Hvad solskin er for det sorte muld
- Hvilestunden er i vente
- I Skanderborrig enge
- I skyggen vi vanke
- Jeg er født på Jyllands sletter
- Lyksaligt det folk, som har øre for klang
- Morgenstund har guld i mund
- O du Guds Lam
- Sov sødt, barnlille
- Stat op, min sjæl i morgengry
- Stille, hjerte, sol går ned
- Så drager du ad fremmed land
- Tiden skrider, dagen rinder
- Vægtersang

Thomas Laub har också komponerat melodierna till kvarts- och timslagen till klockorna i Köpenhamns rådhus.